# Pace (liturgia)

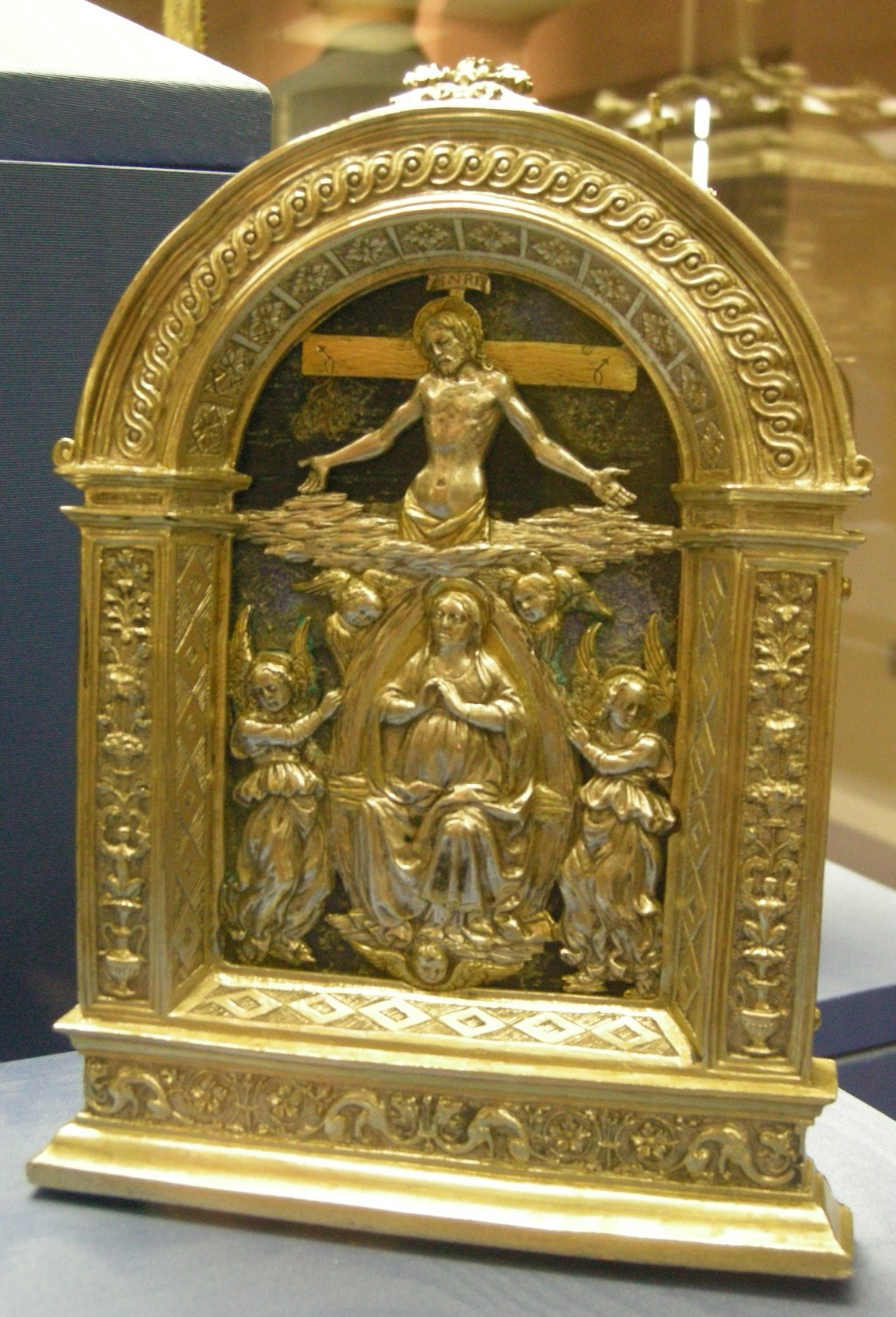
Antonio di Salvi, pace con lAssunta e la Pietà (1515)

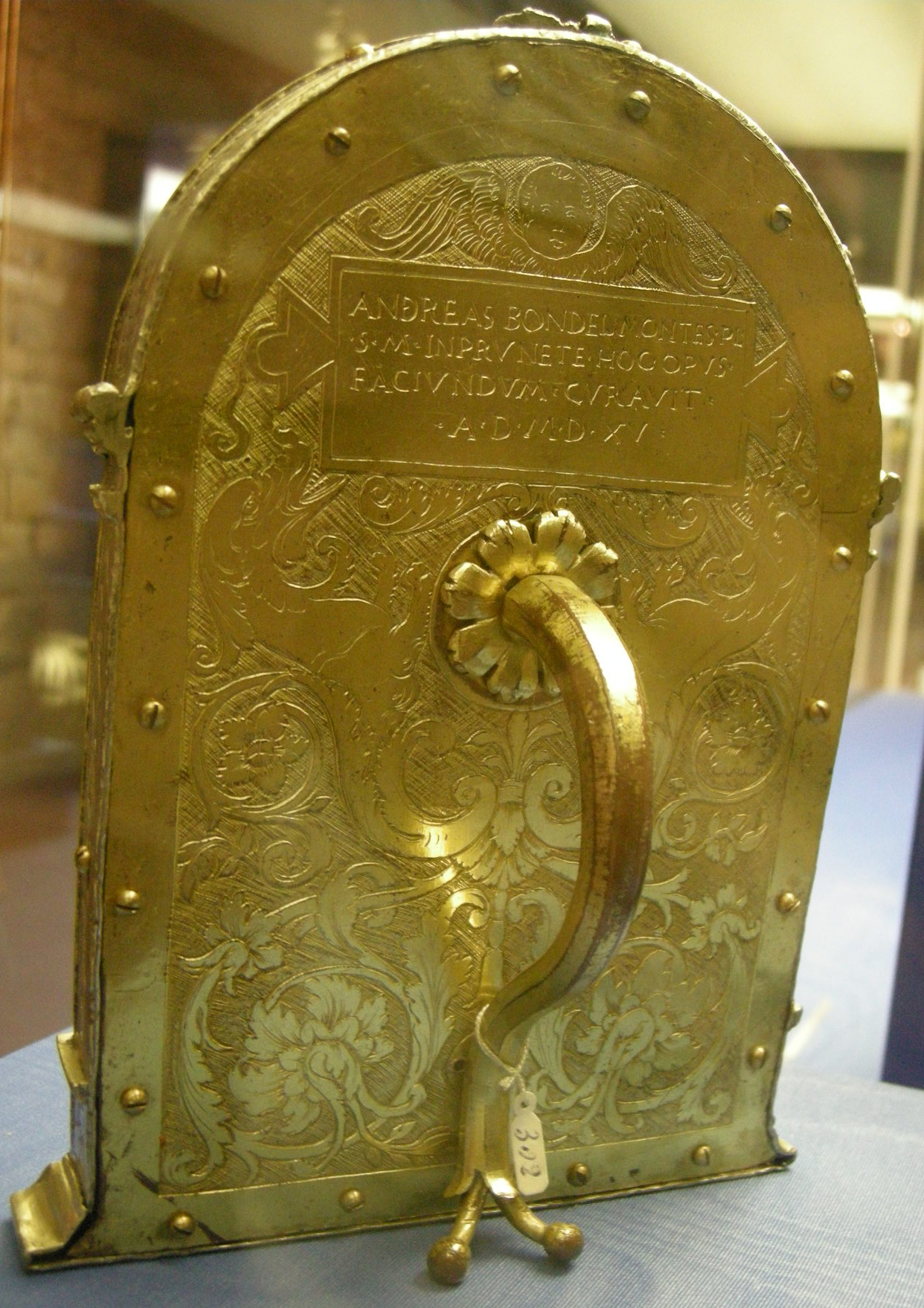
Il retro della precedente

La pace (in latino osculum pacis o tabella pacis) è un oggetto dell'antica liturgia cristiana.

## Storia e descrizione
Si tratta di una tavoletta decorata sulla parte frontale da una scena sacra (spesso sbalzata su metallo o dipinta su vetro), che veniva baciata dal sacerdote durante la celebrazione della messa, e poi offerta al bacio degli altri officianti e infine dei fedeli.
Essa, in uso dal XIII secolo, sostituì l'usanza dell'antico bacio della pace, che aveva luogo prima della comunione, e che oggi è il rito della pace con il quale "i fedeli esprimono la comunione ecclesiale e l'amore vicendevole, prima di comunicare al Sacramento".
Una delle più antiche testimonianza di una "pace" si ha negli statuti dell'arcivescovo di York, Walter de Gray (1250), come osculatorium.
La forma era solitamente rettangolare, con un sostegno sul retro per tenerla appoggiata in posizione sollevata sull'altare (lo stesso che si usa oggi per le cornici portafoto), a mo' di altarolo, ma esistono anche esemplari di forma rotonda. Come materiali venivano usati l'oro, l'argento, il bronzo, l'avorio o il vetro, come tecniche lo sbalzo, il bassorilievo, il niello, l'incisione o lo smalto, spesso usate in combinazione nello stesso esemplare.

## Altre immagini

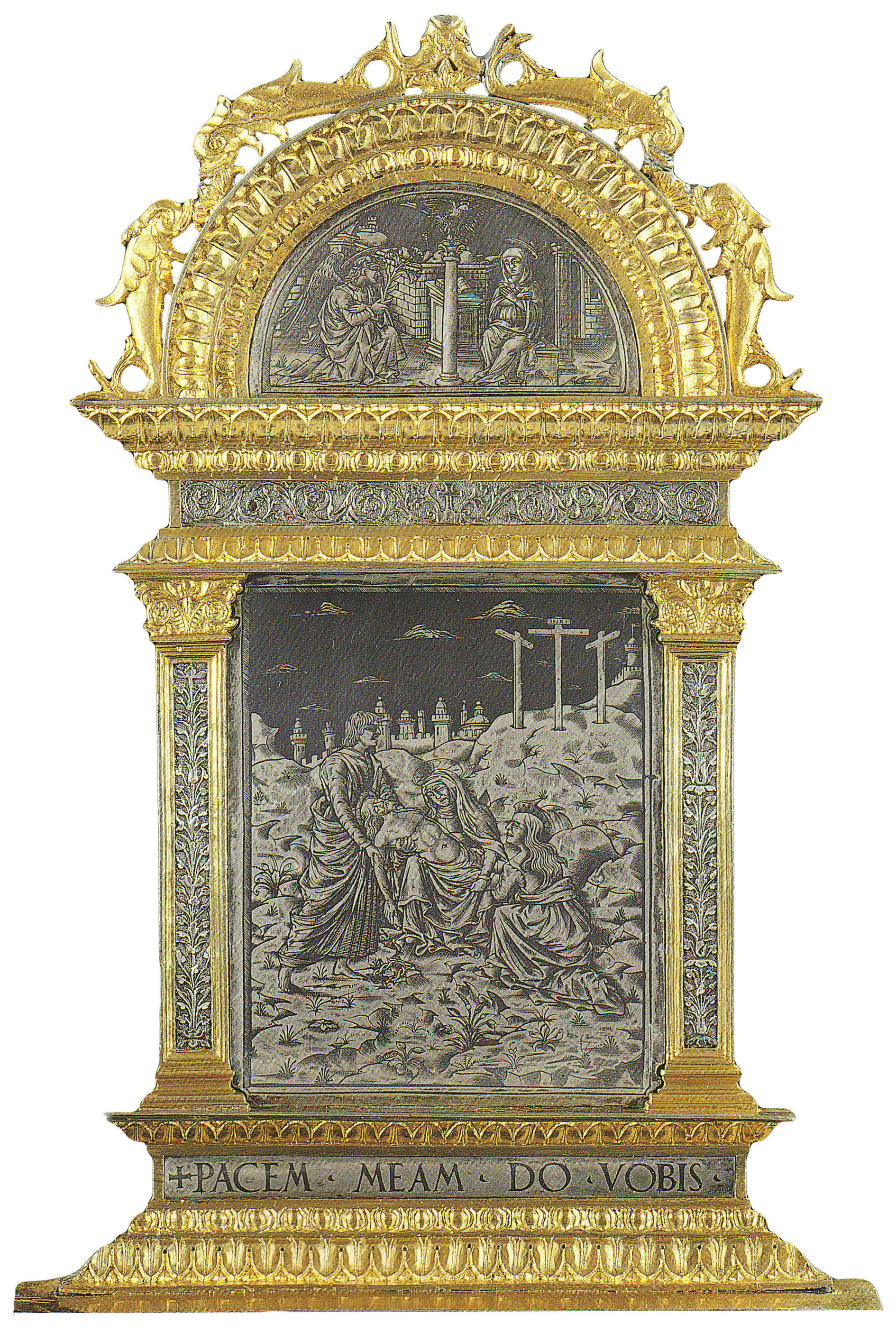
Maestro orafo lombardo, Pace di Rodengo, inizio XVI secolo, Museo di Santa Giulia, Brescia
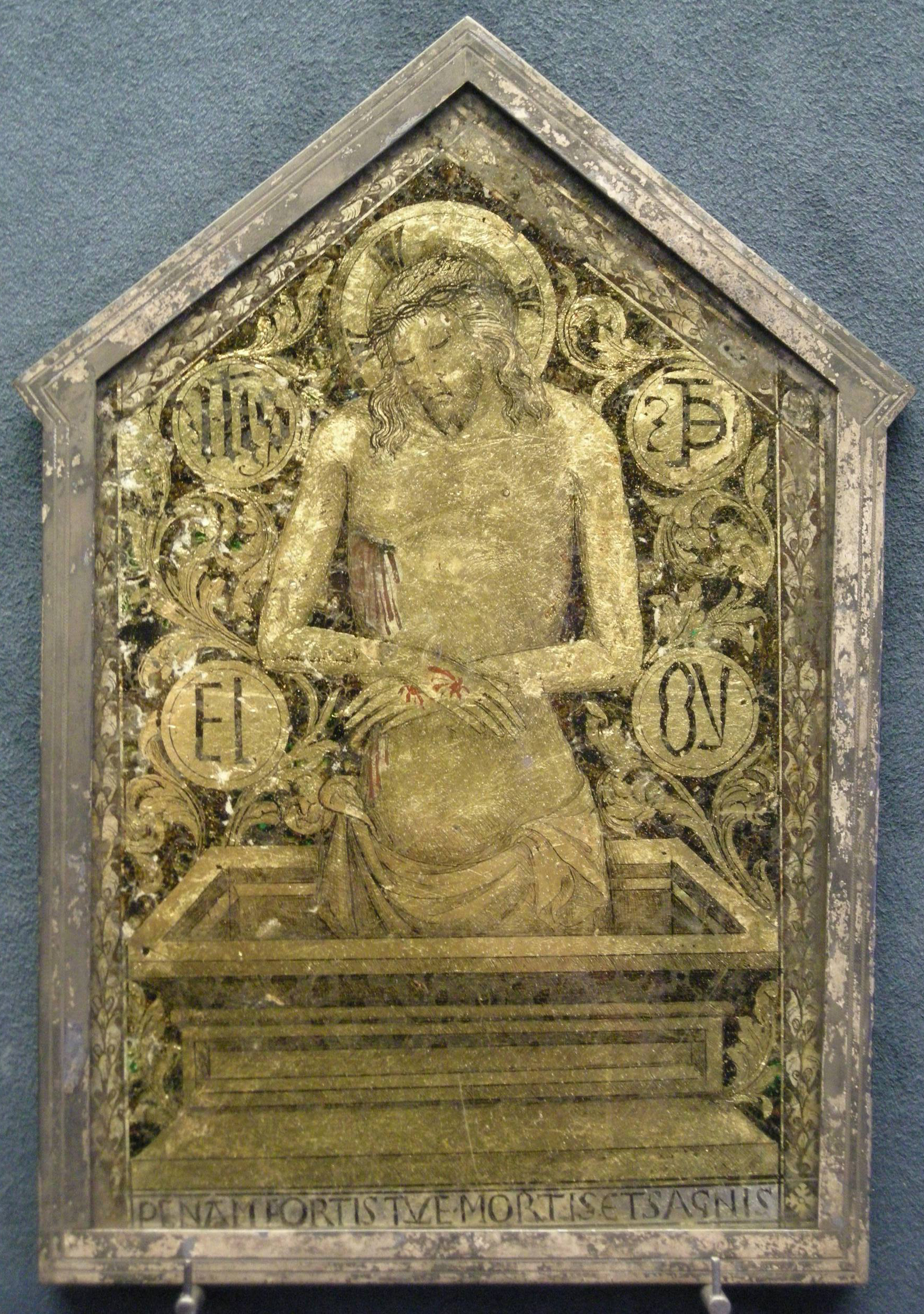
Artista fiorentino, pace con Cristo dolente (inizio XV secolo)
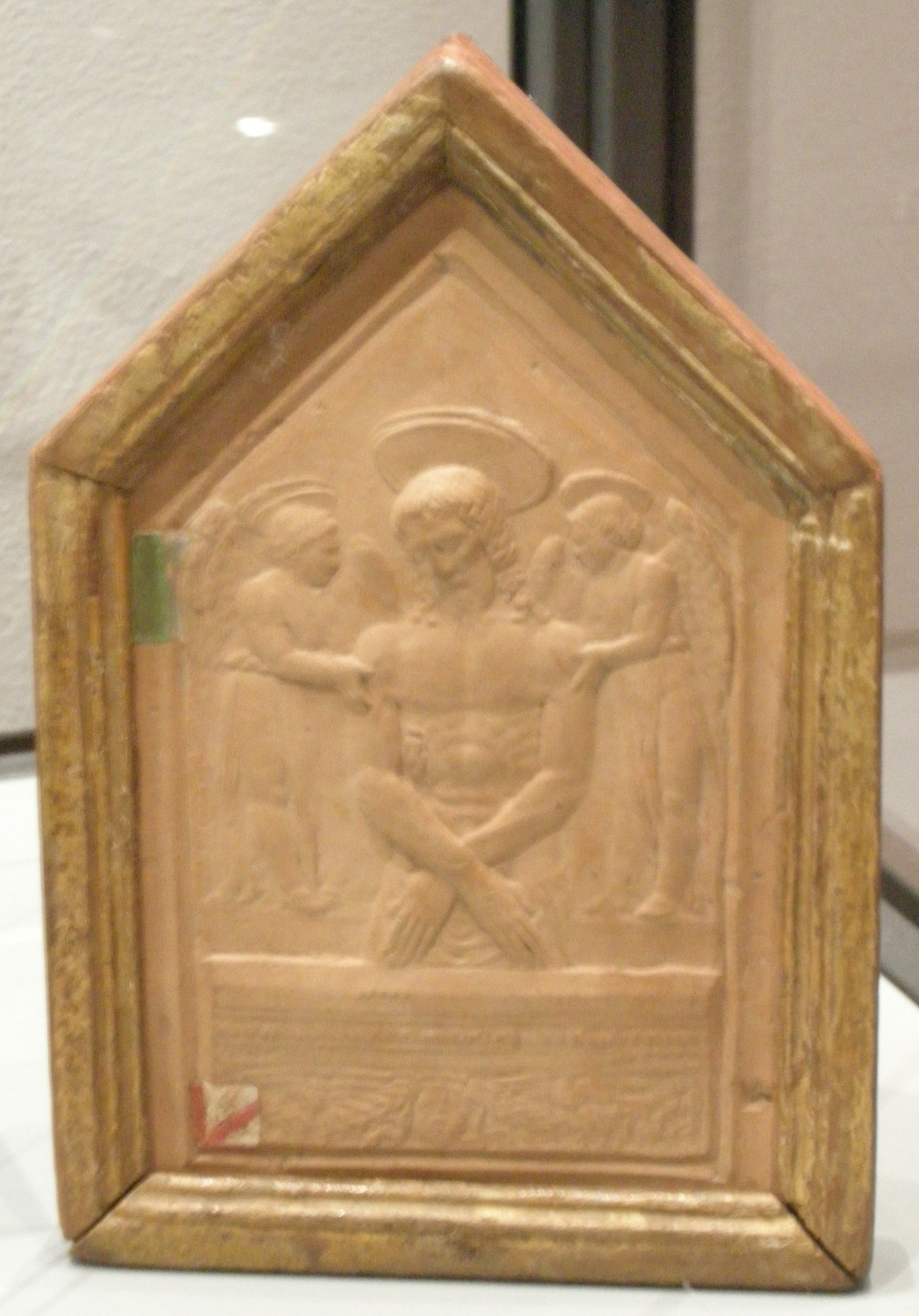
Ambito di Donatello, pace con Pietà (metà del XV secolo)
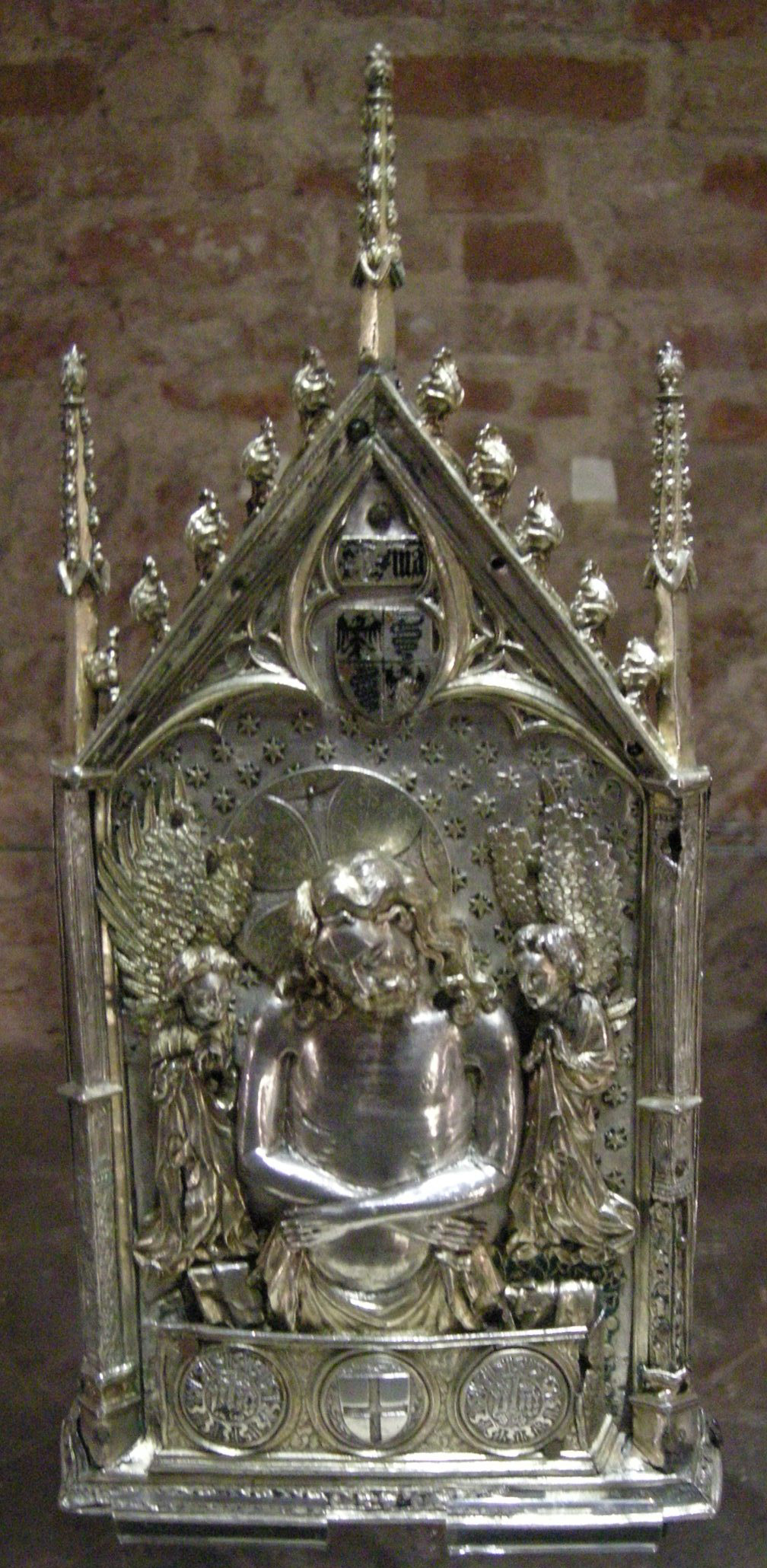
Pace viscontea (secolo XV)
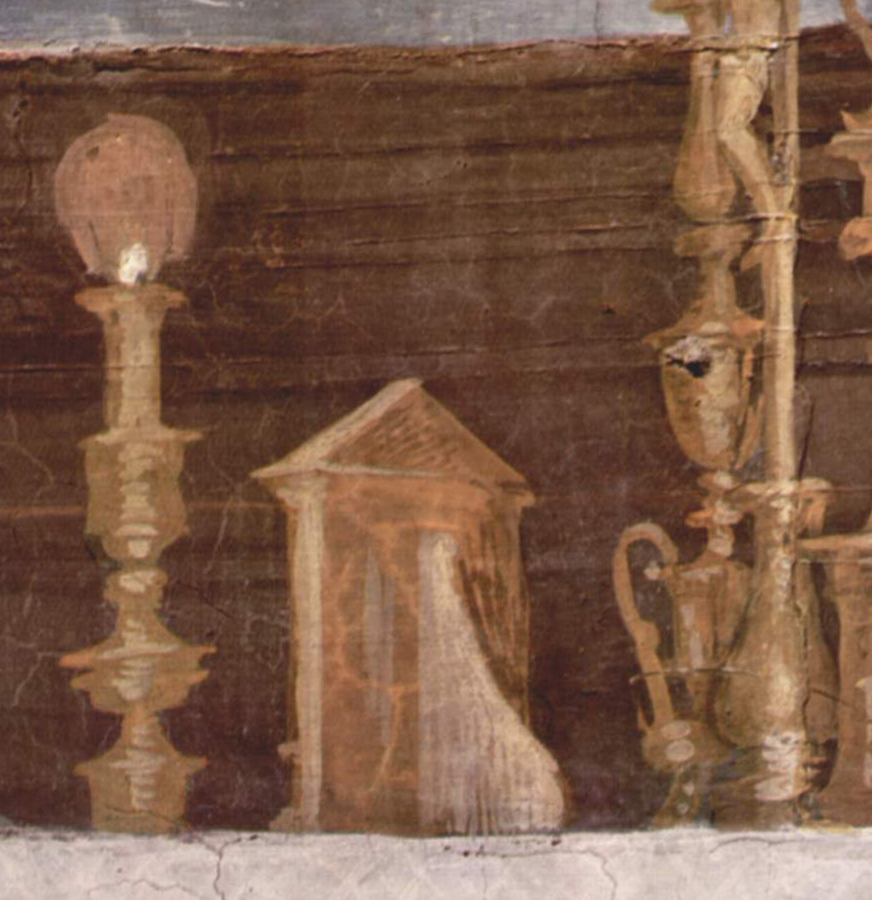
Una pace tra gli oggetti su un altare, dettaglio della Messa di Bolsena di Raffaello (1512)
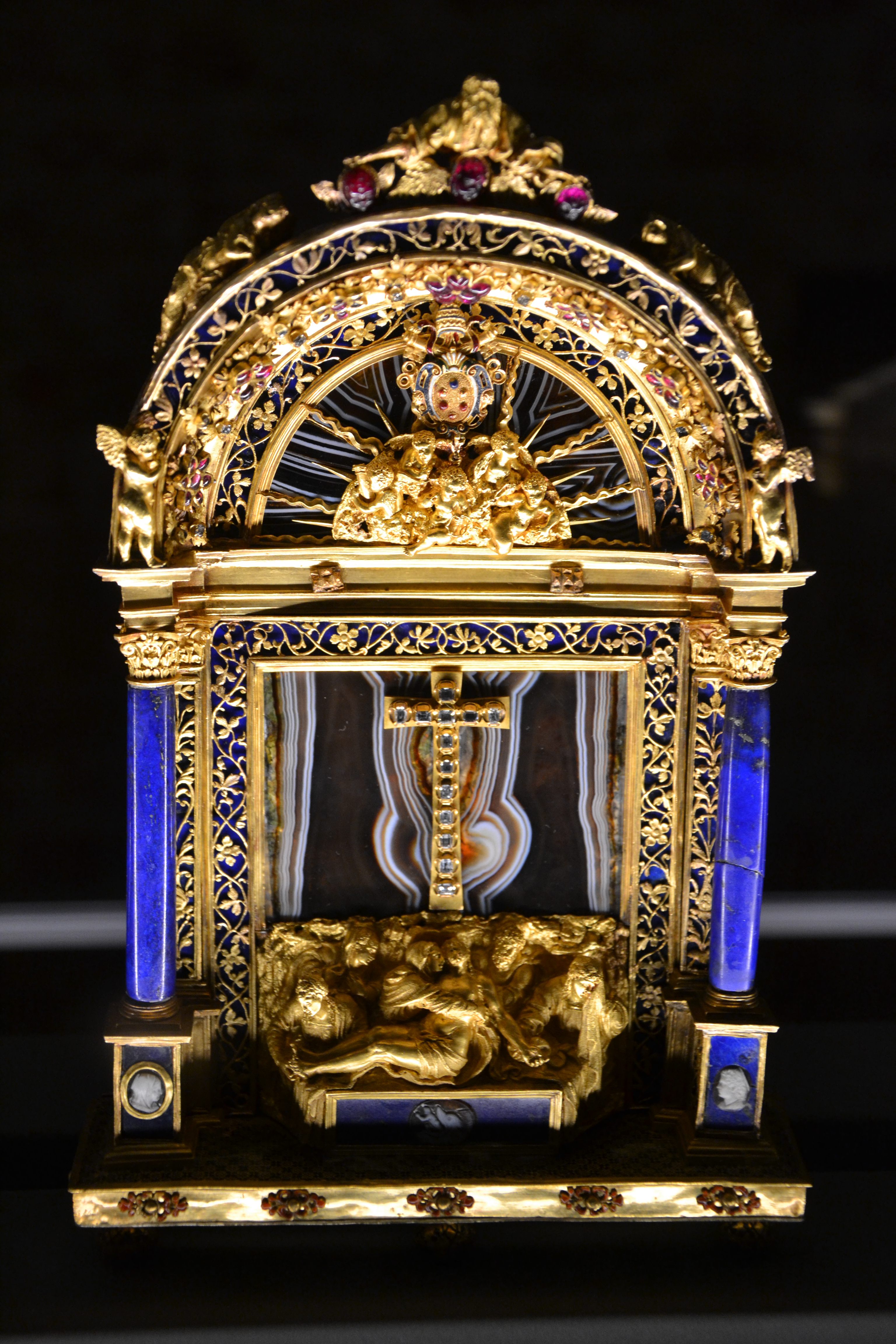
Museo del Duomo di Milano, Pace di Pio IV Medici